# Coron
Coron là hòn đảo lớn thứ ba trong quần đảo Calamian ở miền bắc Palawan, Philippines. Hòn đảo này là một phần của thành phố cùng tên. Nơi đây nằm cách Manila khoảng 170 hải lý (310 km) và được biết đến với nhiều xác tàu chiến của Nhật Bản bị đắm trong Thế chiến II. Hòn đảo này cũng là một phần của vùng đất tổ tiên của người bản xứ Tagbanwa.
Xung quanh các đảo đá vôi là các xác tàu đắm, nhiều trong số đó dài tới 80 feet (24 m). Coron là một trong những điểm tham quan nhiều nhất cho các chuyến lặn biển ở Philippines. Khách du lịch tới đây để khám phá thiên nhiên cùng các chuyến lặn ngắm nhìn các xác tàu được tìm thấy ở độ sâu tối thiểu từ 10–30 m cho tới 120–140 feet (37–43 m), nhiều nhất là trong phạm vi từ 60–80 feet.
Hòn đảo có thiên nhiên đẹp với những hang động, đảo đá vôi, rạn san hô, làn nước xanh biếc và gần như là không có sóng cùng hệ động thực vật đa dạng tạo ra bầu không khí trong lành. Khu vực cũng được tạp chí Forbes liệt kê vào danh sách 10 khu vực lặn biển tốt nhất thế giới.

## Hình ảnh

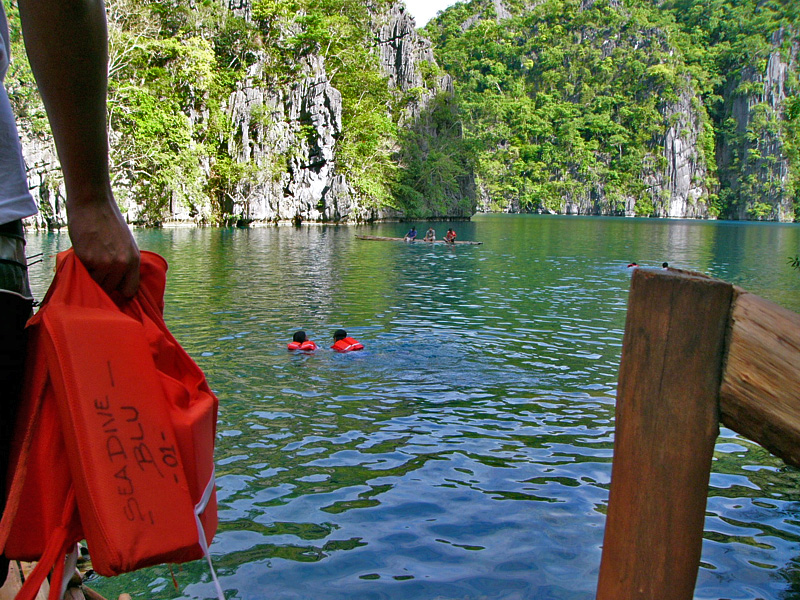
Hồ Kayangan, được mệnh danh là hồ sạch nhất ở châu Á.
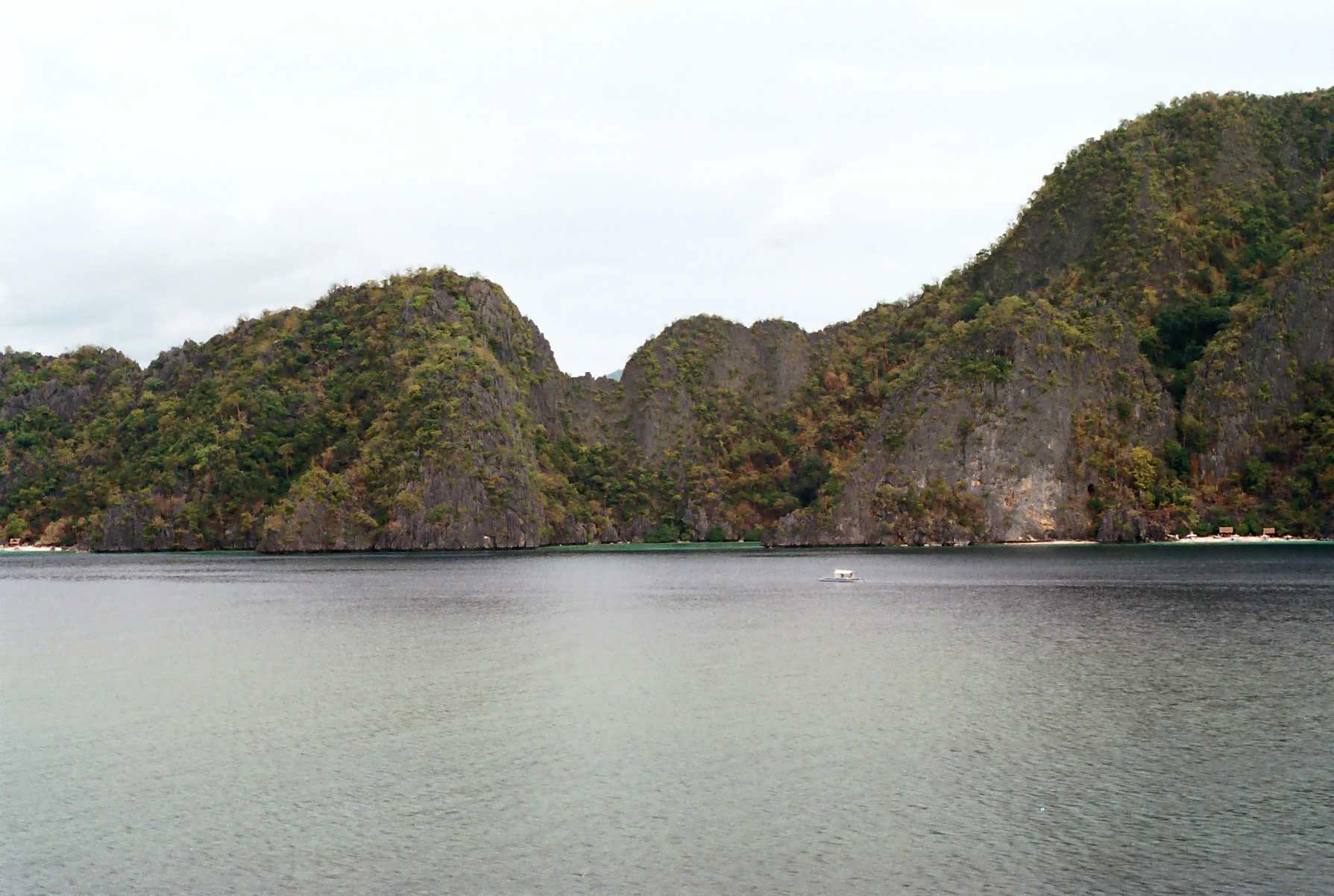
Coron được bao quanh bởi các hòn đảo đá lớn
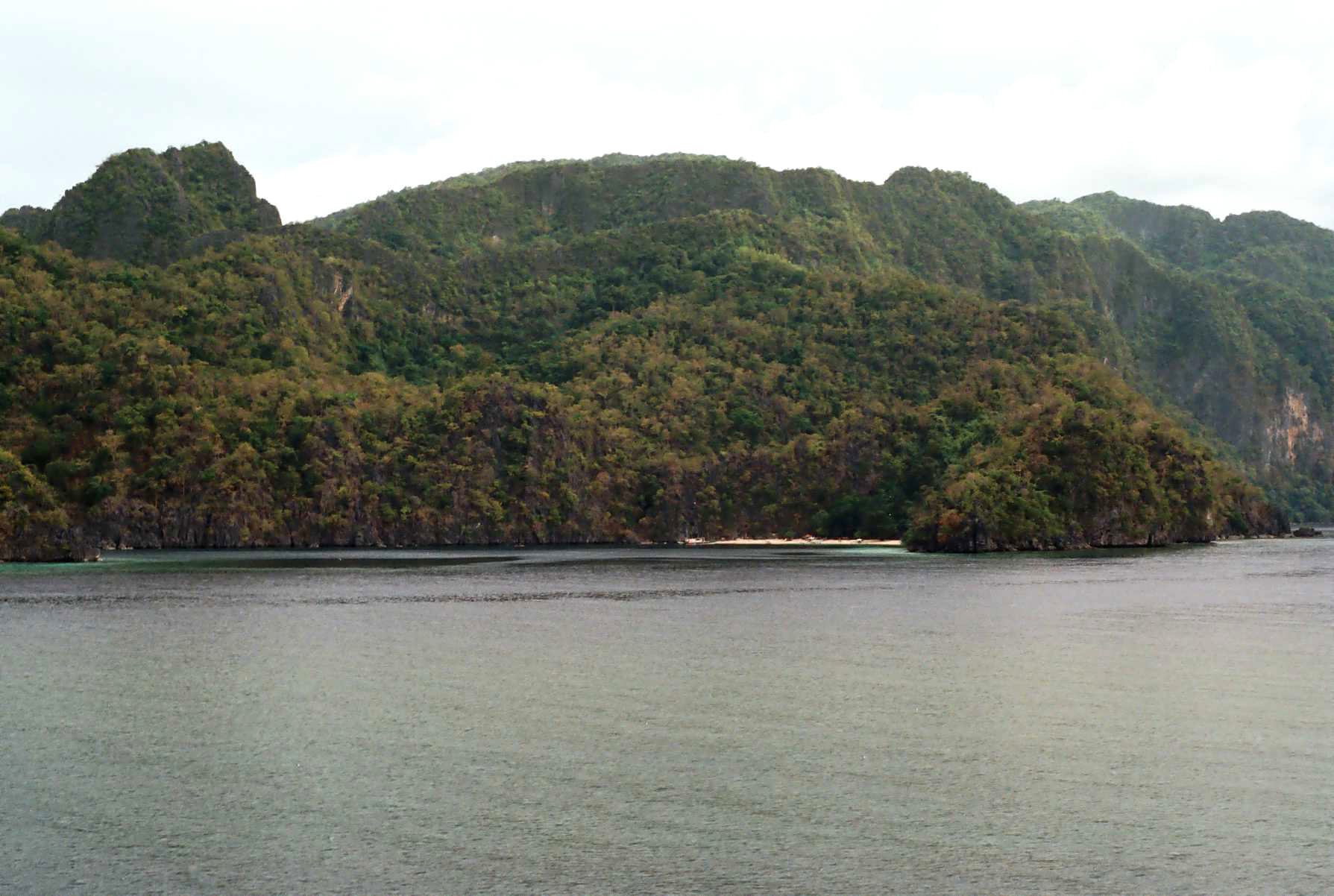
Các đảo lớn hầu hết là đá granit bao quanh Coron
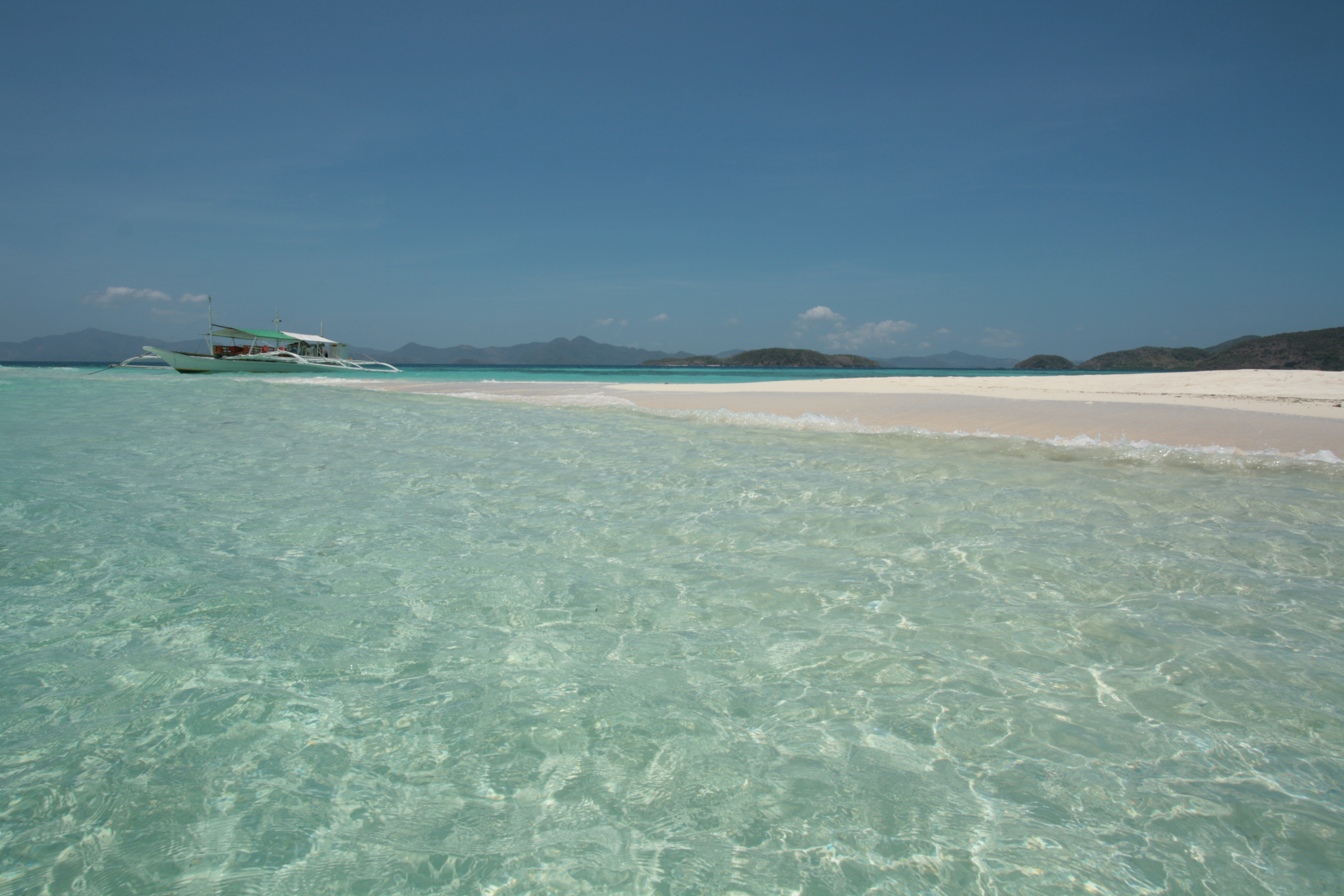
Bãi biển gần Coron
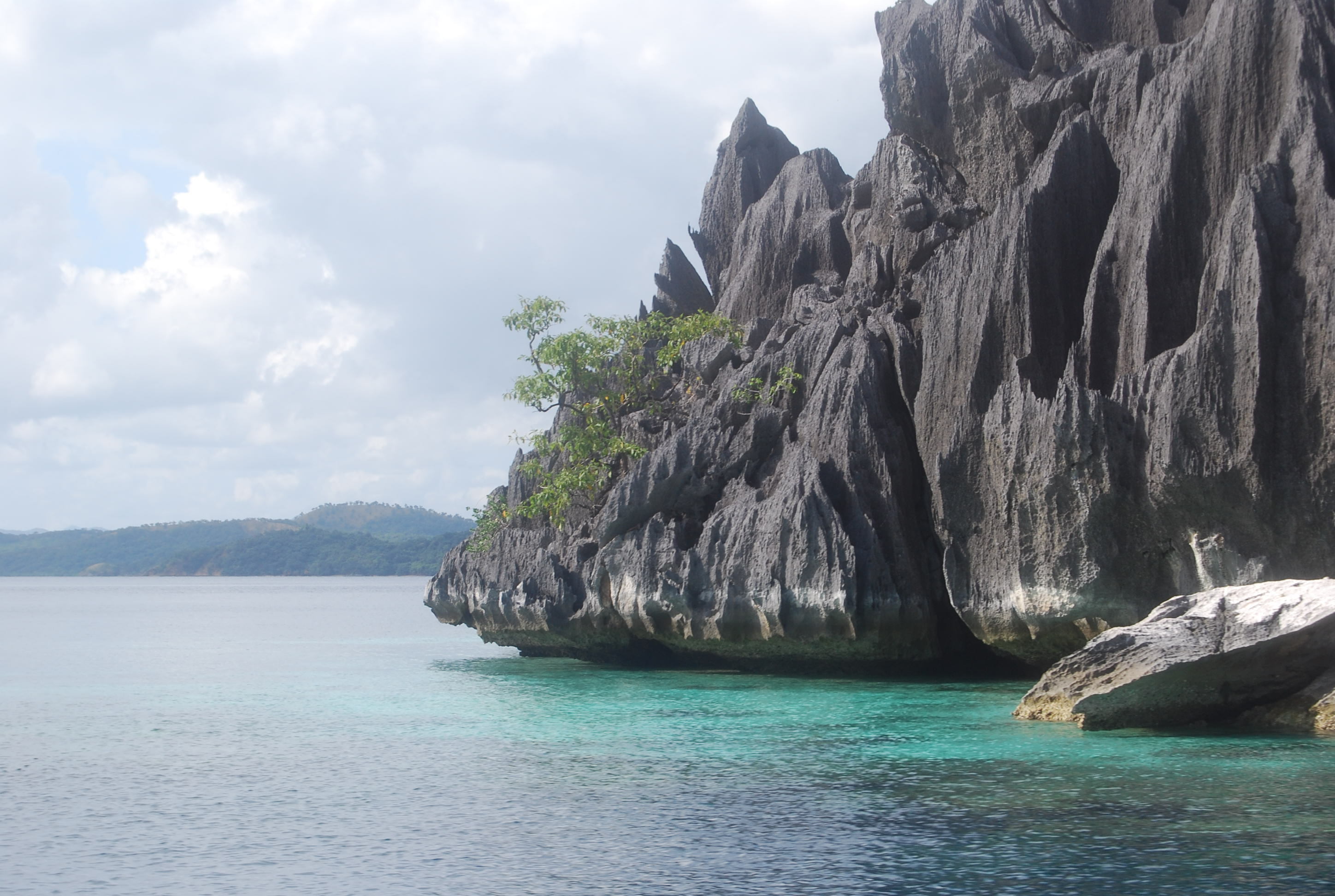
Hình thành đá vôi tại Coron
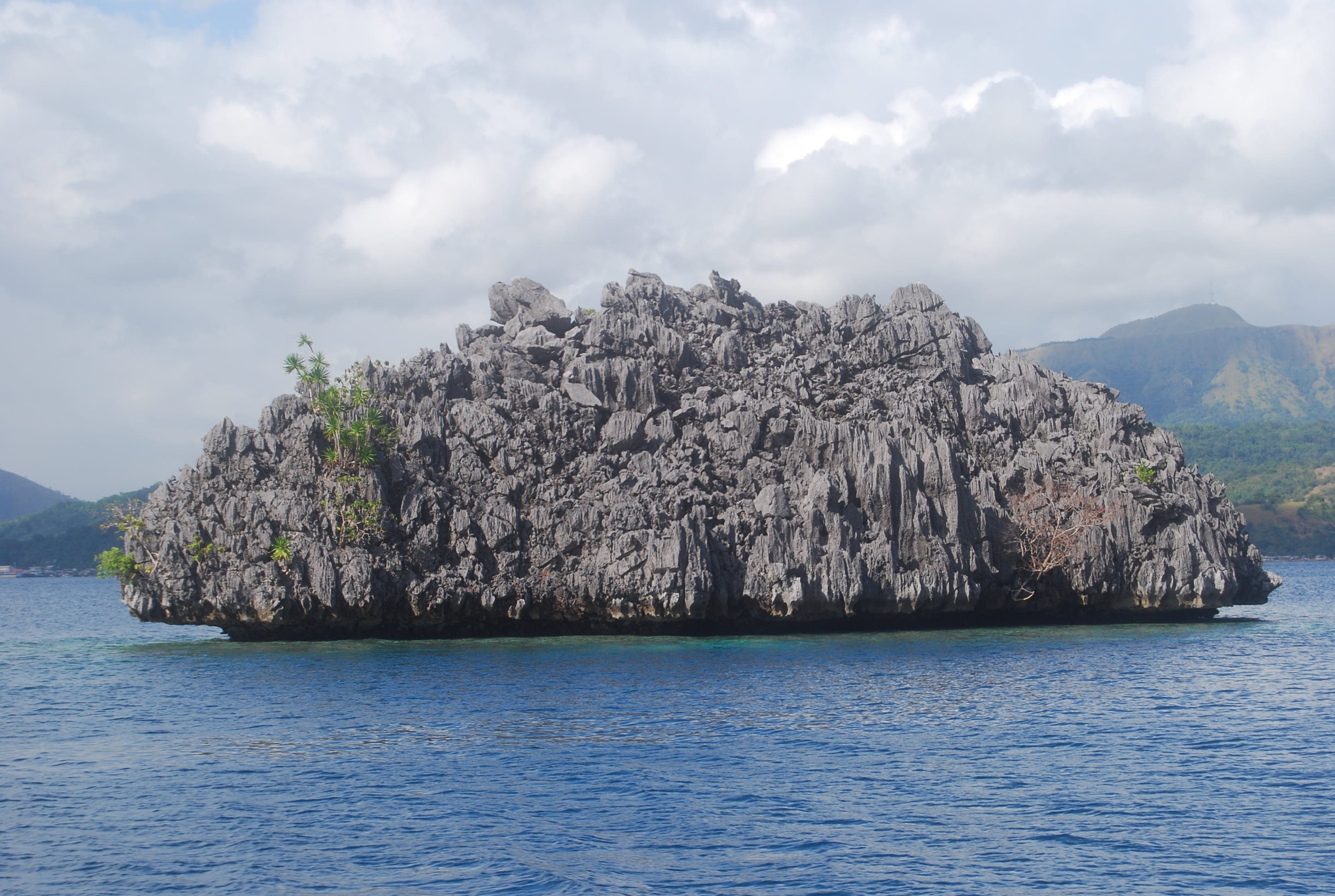
Một đảo đá tại Coron
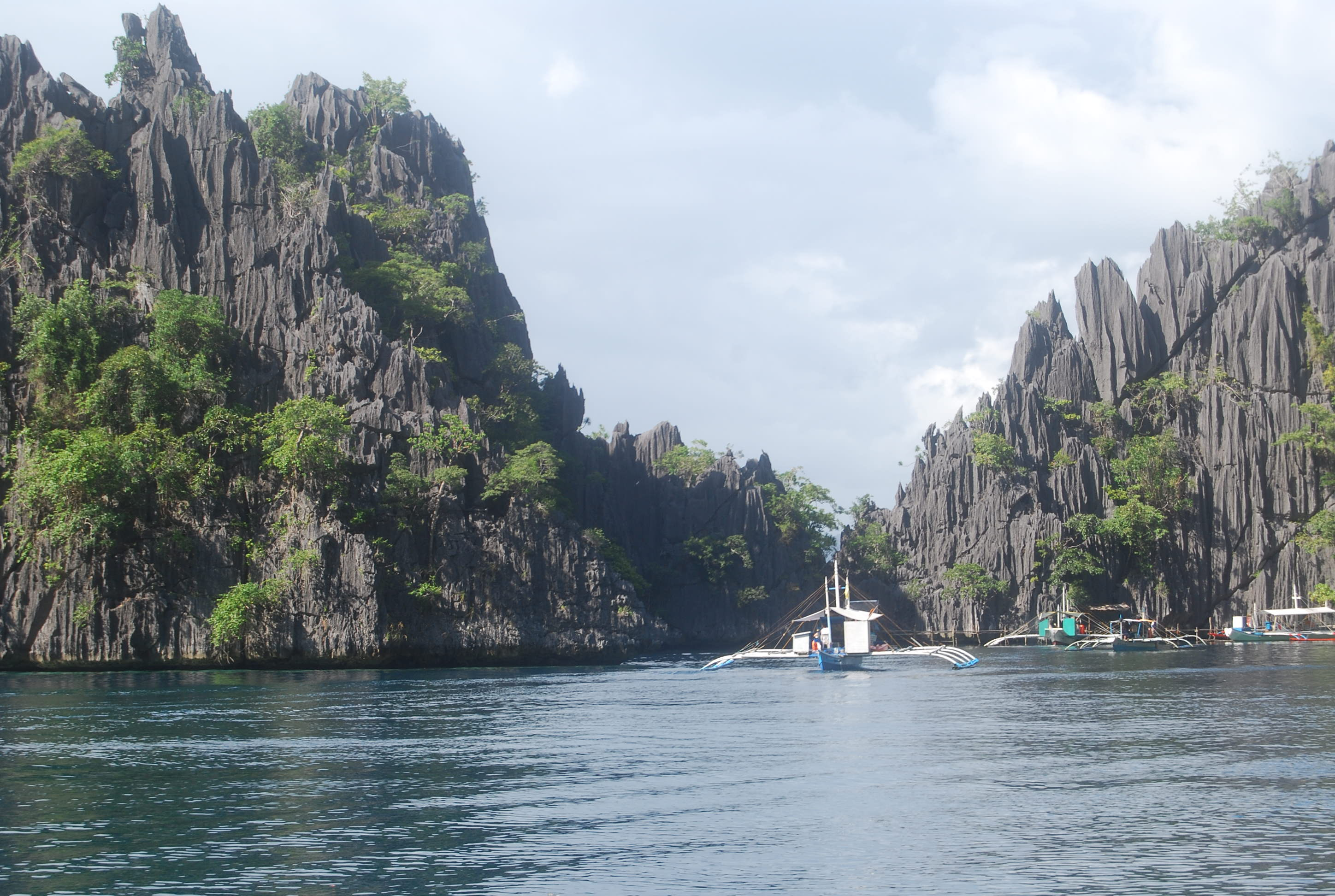
Quang cảnh Coron
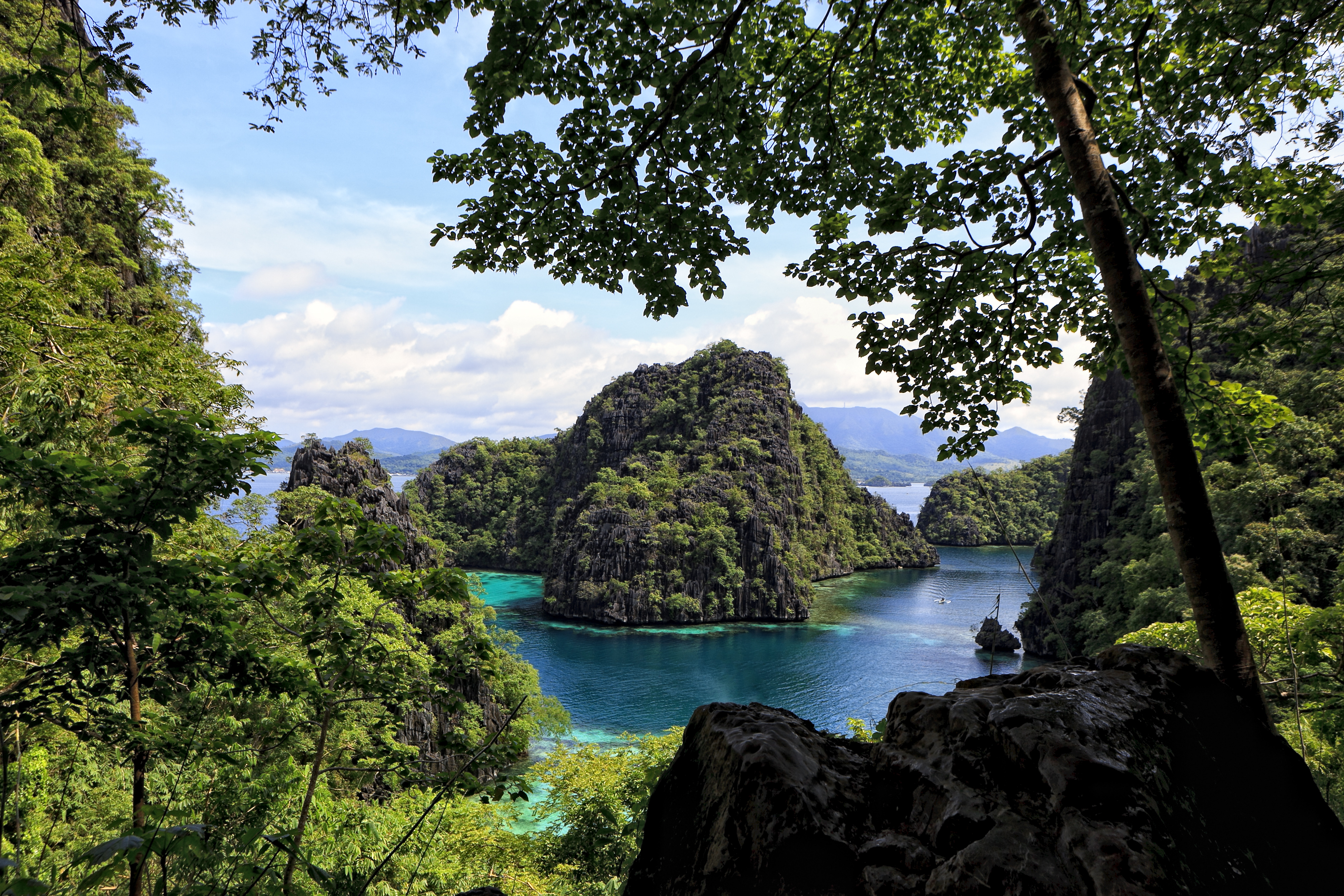
Hồ Kayangan